# エームズ試験
エームズ試験（Ames test）とは、物質の変異原性を評価するためのバイオアッセイ試験法である。カリフォルニア大学バークレー校の
ブルース・エイムス（Bruce N. Ames）教授らにより1970年代に開発されたため、エームズ試験の名がある。 変異原性物質には発癌性物質（イニシエーター）でもあるものが多いため、エームズ試験は発癌性予測の意味でも実施されている。ただしエームズ試験陽性物質と発癌性物質は重ならない部分も多い。

## 原理
試験にはサルモネラ属の一種ネズミチフス菌（Salmonella typhimurium）のヒスチジン要求性突然変異を持ついくつかの菌株を用いる。これらはヒスチジンを合成できないため生育にヒスチジンが必要だが、変異原により復帰突然変異が起こるとヒスチジンなしでも生育できるようになり、これを利用して変異原性を検出する。菌株には、フレームシフト（コドンの読み枠がずれたためタンパク質が発現しない）および点突然変異（終止コドンができたため発現しない）の2種類があり、これらにより変異原のタイプも知ることができる。試験菌株はリポ多糖合成に関わる遺伝子に突然変異を持ち細胞壁が変化して透過性が高くなっている上、ヌクレオチド除去修復にも変異があり変異原に対する感受性が高くなっている。
なお日本ではトリプトファン要求性突然変異を持つ大腸菌（原理は共通）も試験ガイドラインに指定されて用いられており、この試験もエームズ試験と呼ばれるが、本来のエームズ試験ではない。

### 代謝活性化法
ベンゾピレンなど、そのままでは変異原性がないが代謝により変異原性物質に変化する化合物も多い。これらに対応するため、ラット肝臓（普通は活性を高めるために薬物代謝誘導剤を投与する）の抽出物を加えて反応させる代謝活性化法が利用される。
代謝については動物種による違いもあることから、ヒトの薬物代謝酵素遺伝子を導入した組換え菌を用いる方法も検討されている。

## 方法
菌がわずかに生育するのに必要なごくわずかのヒスチジンを含む寒天培地に菌をまく。添加した変異原により復帰変異が生じても、変異遺伝子はすぐには発現しないから、このわずかなヒスチジンがないと生育できない。これを48時間ほど培養すると、変異原量に応じた数のコロニーが肉眼で判別できるようになり、これを数えることで変異原性の強さがわかる。
ただし変異原性はないが菌に対して毒性を示す物質の場合、生き残った菌が残ったヒスチジンを吸収して生育しコロニーを生じることがある。この場合は誤判定のおそれがあるが、顕微鏡で周囲を観察すると菌の生育が全く見られないので容易に区別できる。

## 問題点
この方法は原核生物を用いるので、厳密には動物やヒトのモデルにはなっていない。
真核生物によるインビトロモデルとしては酵母や動物培養細胞を用いて突然変異を検出する方法がある。また原理は異なるが（DNA損傷による反応を検出する）大量スクリーニングに適した方法としてUmuアッセイも使われる。とはいえ、これらの方法も特に優れているわけではない。
操作が容易で感度も高いことから、現在もエームズ試験は代表的な変異原性試験として使われている。変異原性の見落としを防ぐため、さらに動物や培養細胞を使う染色体異常試験・小核試験などを組み合わせるのが普通である。